# Helvetica (Bibliothekswesen)
Helvetica ist ein lateinisches Adjektiv im Neutrum Plural, das allgemein verwendet werden kann, um "Schweizerisches" oder "Helvetisches" zu bezeichnen. Im Buch- und Bibliothekswesen sind damit Veröffentlichungen mit einem Bezug zur Schweiz gemeint. Helvetica gehören zum Sammelauftrag der Schweizerischen Nationalbibliothek (NB).

## Auf die Kantone bezogene Ableitungen
Analog zu den Helvetica bezeichnen Ableitungen, die sich auf die lateinischen Namen der Kantone beziehen, die zentralen Sammlungesgebiete der Kantonsbibliotheken:

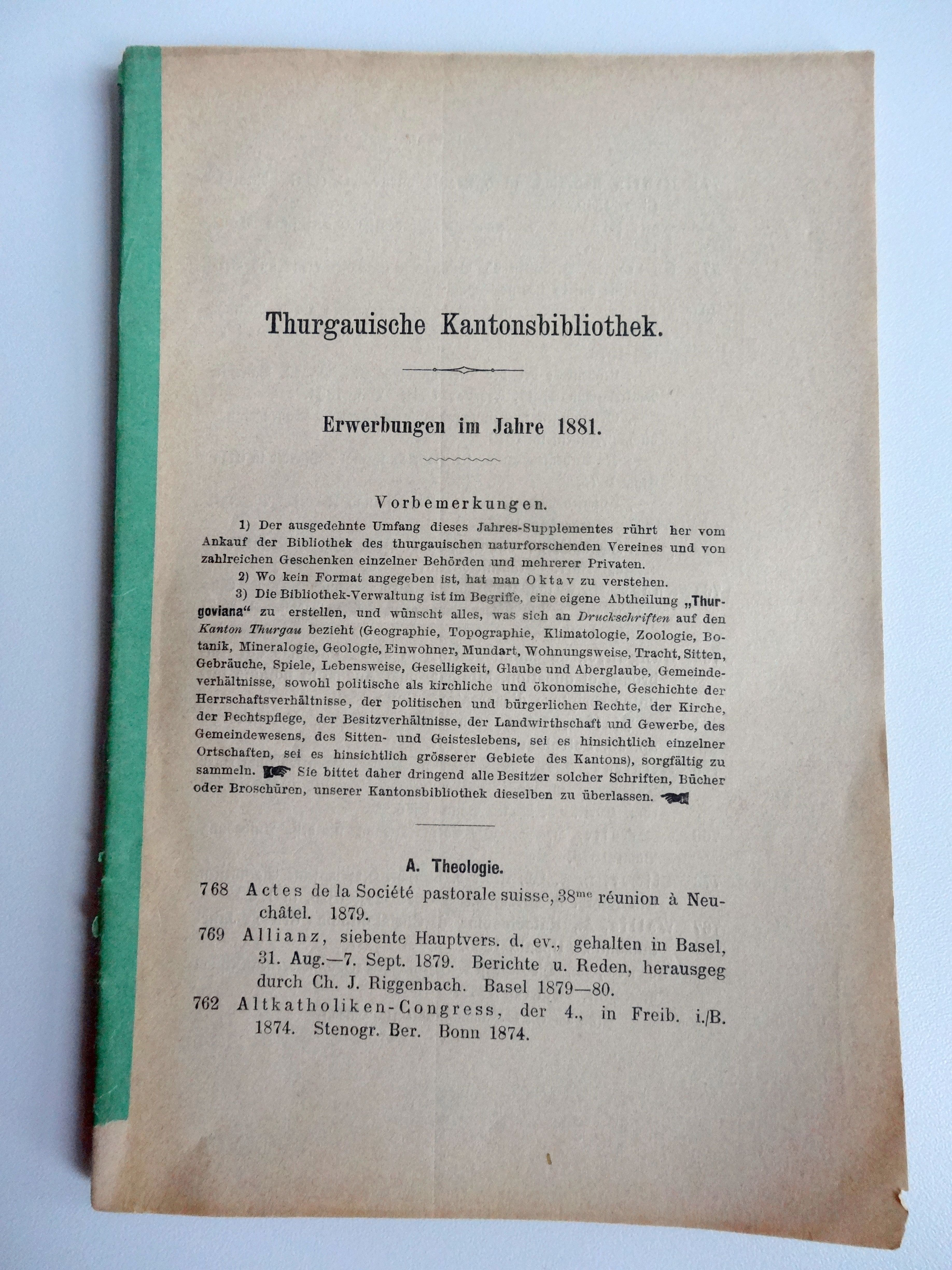
Sachgebiete der Thurgoviana. Ankündigung der Kantonsbibliothek Thurgau, 1881

- Argoviensia zur Bezeichnung für Veröffentlichungen aus oder über den Kanton Aargau
- Basiliensia zur Bezeichnung für Veröffentlichungen aus oder über den Kanton Basel
- Bernensia zur Bezeichnung für Veröffentlichungen aus oder über den Kanton Bern
- Lucernesia zur Bezeichnung für Veröffentlichungen aus oder über den Kanton Luzern
- Obwaldensia zur Bezeichnung für Veröffentlichungen aus oder über den Kanton Obwalden[1]
- Nidwaldensia zur Bezeichnung für Veröffentlichungen aus oder über den Kanton Nidwalden[2]
- Sangallensia zur Bezeichnung für Veröffentlichungen aus oder über den Kanton St. Gallen
- Thurgoviana zur Bezeichnung für Veröffentlichungen aus oder über den Kanton Thurgau
- Neocomensia zur Bezeichnung für Veröffentlichungen aus oder über den Kanton Neuenburg[3]
- Tugiensia zur Bezeichnung von Veröffentlichungen aus oder über den Kanton Zug
- Turicensia zur Bezeichnung für Veröffentlichungen aus oder über Zürich (lateinisch: Turicum)
- Uraniensia zur Bezeichnung für Veröffentlichungen aus oder über den Kanton Uri[4]

## Helvetica im Sinne des Nationalbibliotheksgesetzes
Der Auftrag der NB ist aktuell im Bundesgesetz über die Schweizerische Nationalbibliothek vom 18. Dezember 1992 festgelegt. Artikel 3 dieses Gesetzes umschreibt den Sammelauftrag der NB wie folgt:
| „Die Nationalbibliothek sammelt gedruckte oder auf anderen Informationsträgern gespeicherte Informationen, die:       |
| a. in der Schweiz erscheinen;                                                                                         |
| b. sich auf die Schweiz oder auf Personen mit schweizerischem Bürgerrecht oder Wohnsitz beziehen oder                 |
| c. von schweizerischen oder mit der Schweiz verbundenen Autoren oder Autorinnen geschaffen oder mitgestaltet wurden.“ |

Der Schweizerische Bundesrat hat die Bestimmungen des Gesetzes in der Verordnung über die Schweizerische Nationalbibliothek detaillierter gefasst. In Artikel 2 dieser Verordnung werden Informationsträger, welche die genannten Eigenschaften erfüllen, als Helvetica bezeichnet und die Kriterien für deren Anschaffung präzisiert.